# You've Got Another Thing Comin'
 You've Got Another Thing Comin'  é uma canção da banda de heavy metal britânica Judas Priest, incluída  no álbum Screaming for Vengeance de 1982.  Em agosto do mesmo ano, saiu como primeiro single do disco através da Columbia Records. Composta por Rob Halford, K.K. Downing e Glenn Tipton, suas letras falam sobre um homem que toma a iniciativa de viver sua viva com emoção. O título da canção é uma maneira de dizer que o destino tem alguma coisa preparada para ti e que você deve ir atrás disso.
Após o lançamento, tornou-se  uma das canções mais tocadas ao vivo, além de obter êxito nas paradas musicais, tendo entrada na posição 66 na UK Singles Chart do Reino Unido, em 4º na Mainstream Rock Tracks e em 67 na  Billboard Hot 100, ambas dos Estados Unidos. Em maio de 2006, foi You've Got Another Thing Comin' ficou na 5ª posição na lista das quarenta maiores canções de metal, realizada pelo canal de TV VH1.
Similarmente a várias de suas outras canções, You've Got Another Thing Comin' foi regravada por outras bandas como Saxon, Pat Boone, Sum 41 e FireHouse. Também apareceu nos jogos eletrônicos Prey, Grand Theft Auto: Vice City, Rock Band, Guitar Hero, NHL 2 e Major League Baseball 2K9, bem como no filme Bad Teacher e em um episódio da série Californication.

## Faixas
| N.º | Título                                                 | Compositor(es)           | Duração |  |
| 1.  | "You've Got Another Thing Comin'"                      | Halford, Downing, Tipton | 5:10    |  |
| 2.  | "Exciter" (ao vivo, retirada de Unleashed in the East) | Halford, Tipton          | 5:38    |  |